# 永汉镇
永汉镇，是中华人民共和国广东省惠州市龙门县下辖的一个乡镇级行政单位。

## 行政区划
永汉镇下辖以下地区：
城东社区、城西社区、乌坭社区、花竹社区、炉下社区、上坪社区、下坪社区、大埔村、鹤湖村、低冚村、务坑村、洋陂村、寮田村、红星村、莲塘村、新陂村、前锋村、黄牛冚村、合口村、振东村、上埔村、黄河村、马星村、梅州村、油田村、锦城村、见田村、官田村、蕉坑村和惠州市国营油田林场生活区。

## 地方交通
永汉镇虽然属惠州市龙门县管辖，但却离惠州市远达120公里，龙门县县城60公里，而距离广东省省会广州市却仅40公里,距离南昆山仅20公里，为南昆山山脚的唯一小镇。

## 地方历史
永汉镇四面环山，为一个盆地，因为惠州到广州的必经之路，加上四周天险，为一天然军事要塞以及商业要塞。民国时期，其所依南昆山山上为中国共产党东江纵队基地，山脚则为国民党军队的基地。

## 地方经济
1998年南昆山被中华人民共和国列为国家AAAA级景区后，以旅游度假为支柱产业。

## 人口构成
永汉镇人口约为6万，其中逾半为农业人口。

## 地区特产
- 龙门胡须鸡，为广东三大名鸡之一，与清远鸡、文昌鸡齐名。于香港地区尤为著名。
- 观音菜
- 山坑螺
- 山坑鱼
- 南昆竹笋
- 龙门米粉，为当地一宝。因采用南昆山山泉制作，故而享誉。